# Luis Anriquez
Luis Anriquez (XV secolo – XVI secolo) è stato uno scrittore portoghese.

## Biografia
Fu gentiluomo del duca di Bragança, Don Jaime, che lo apprezzava molto per il suo talento letterario.
Anriquez accompagnò il duca nell'assedio riuscito della città di Azamor, che cadde dopo pochi giorni. Anriquez omaggiò Don Jaime componendo un poemetto storico intitolato A Conquista de Azamor, uno dei primi tentativi di esaltazione epica delle gesta nazionali.
Le sue opere ci sono note attraverso il Cancioneiro Geral di Garcia de Resende.
Fu autore di un pianto per la morte di don Alfonso, figlio di Giovanni II di Portogallo.